# Sindisiwe van Zyl
Sindisiwe van Zyl (sinh ngày 4 tháng 4 năm 1976 - 2021) là một bác sĩ người Nam Phi nổi tiếng với việc sử dụng phương tiện truyền thông xã hội để chia sẻ thông tin liên quan đến HIV.

## Giáo dục và giáo dục sớm
Van Zyl sinh ra ở Harare, Zimbabwe. Cô theo học tại Đại học Pretoria nơi cô có bằng Cử nhân về sinh lý và tâm lý con người, và bằng Cử nhân Y khoa, Cử nhân Phẫu thuật. Bác sĩ Sindisiwe Van Zyl thực tập tại Bệnh viện Chris Hani Baragwanath. Cô sử dụng Twitter, chủ yếu, để thông báo và tham gia về HIV, đặc biệt là Dự phòng lây truyền từ mẹ sang con.

## Phương tiện truyền thông
- Chuyên mục cho Health24,[5] Tạp chí Bona

## Giải thưởng và danh dự
- Mail & Guardian (2012) 200 thanh niên Nam Phi [6]